# Швартовка
Шварто́вка (от нидерл. zwaartouw; sjortouw — «шварто́в», от zwaar — «тяжёлый» и touw — «трос») — процесс подхода судна и его крепления к причальной стенке, пирсу или другому судну. Крепление производят с помощью синтетических или стальных тросов, называемых «швартовными концами». Для швартовки команда судна должна принять решение о способе таковой и выполнить несколько последовательных манёвров.
Способы швартовки:
- Кормой — крепят парой кормовых швартовов к причалу и носовым швартовом за буй (или отдают якорь)[6]
- Носом — носовым швартовом к причалу и парой кормовых швартовов за пару буёв[6]
- «Лагом» (бортом к причалу или ошвартованному судну) — парой носовых швартовов к причалу и парой кормовых швартовов к причалу[6]

Необходимые манёвры:
- Выбор направления и скорости движения судна для предотвращения навала
- Подход судна к причалу с разворотом в выбранном направлении
- Подвод в выбранное положение по отношению к причалу (может быть задействован буксир)
- Удержание на месте на время подачи швартовов
- Подтягивание к причалу (для небольших судов — с помощью тягловой силы, в том числе ручной и механической; для крупных — с помощью двигателей самого судна)

Способ швартовки выбирают, исходя из возможностей порта, размеров судна, наличия свободных причалов, продолжительности планируемой стоянки и прочего. Во избежание повреждения бортов судна и стационарных причальных приспособлений, борта снабжают мягкими кранцами.
| Типичная схема швартовки |                                         |                                                     |
| Номер                    | Наименование                            | Цель                                                |
| 1                        | Head line — носовой продольный          | предотвращает движение судна назад (кормой)         |
| 2                        | Forward Breast line — носовой прижимной | прижимает лучше остальных носовых концов к причалу  |
| 3                        | Forward Spring line — носовой шпринг    | предотвращает движение судна вперёд (носом)         |
| 4                        | Aft Spring line — кормовой шпринг       | предотвращает движение судна назад (кормой)         |
| 5                        | Aft Breast line — кормовой прижимной    | прижимает лучше остальных кормовых концов к причалу |
| 6                        | Stern line — кормовой продольный        | предотвращает движение судна вперёд (носом)         |

В «Книге узлов Эшли» описаны иные виды швартовок, отличающиеся от показанной выше схемы на рисунке.

…Палы и битенги на причалах всегда располагаются по-разному, поэтому существуют разнообразные способы швартовки, хотя принцип — одинаков. Можно швартовать носовым, кормовым и носовым шпрингом — это угловая швартовка. Чем сильнее приливы и отливы, тем далее должны быть разнесены палы, и швартовые концы должны быть, по возможности, параллельными причалу. Концы должны образовывать треугольник так, чтобы причал или судно выступали бы в роли стороны треугольника. Крупнотоннажные суда нуждаются в большем количестве концов по миделю. Хотя принцип швартовки и не изменяется.
Оригинальный текст (англ.)Post and bollards on wharfs are never placed twice alike, so there is considerable variety in the ways of tying up, though the principle is always the same. This shows a boat tied up with a bowline, stern line and a forward spring line. This triangulates the mooring. The greater the fall and rise of the tide, the farther apart the posts must be and the nearer parallel with the wharf the warps must led. The warps of lines must form triangles, with either the wharf or the boat acting as one side of each triangle. Larger vessels require more lines of the same sort along the middle length. Otherwise the principle of tying up is the same.
— Клиффорд Эшли, «Книга узлов Эшли», стр. 538

## Разновидности узлов для швартовки
- Два полуштыка — швартовый распространённый узел[8], из-за своей простоты завязывания даже для новичков. В английском флоте существуют поговорки «два полуштыка не развяжутся сами», «два полуштыка спасли корабль королевы», «а три полуштыка — это более, чем достаточно и для королевской яхты»
- Два полуштыка со шлагом — швартовый распространённый узел[9]
- Штык с обносом — швартовый узел[9], который используют для швартовки парусника за рым, когда другие узлы не подходят
- Вращающийся узел (Rolling Hitch) — швартовый причальный узел, завязываемый фалом с небольшого парусника
- Узел Магнера (Magnus Hitch) — швартовый узел парусника, который позже переименовали во вращающийся узел из-за схожести формы предыдущего узла. Узел особо предназначен для швартовки в дельте реки, где сильны приливы-отливы
- Паловый узел (Pile Hitch) — швартовый узел на английском парусном флоте
- Паловый узел (paalsteek) — швартовый узел на голландском парусном флоте
- Буксирный узел используют для крепления буксирного (или швартового) каната на битенге
- Крепление на утке (или кнехте, нагеле) — несколько «восьмёрок» тросом с 1—2 полуштыками в конце закрепления
- Огон — современный швартовый узел для швартовки больших судов
- Рыбацкий огон — используют на небольшой рыбацкой лодке при обрыве швартового огона, быстро завязывают временный огон

## Галерея

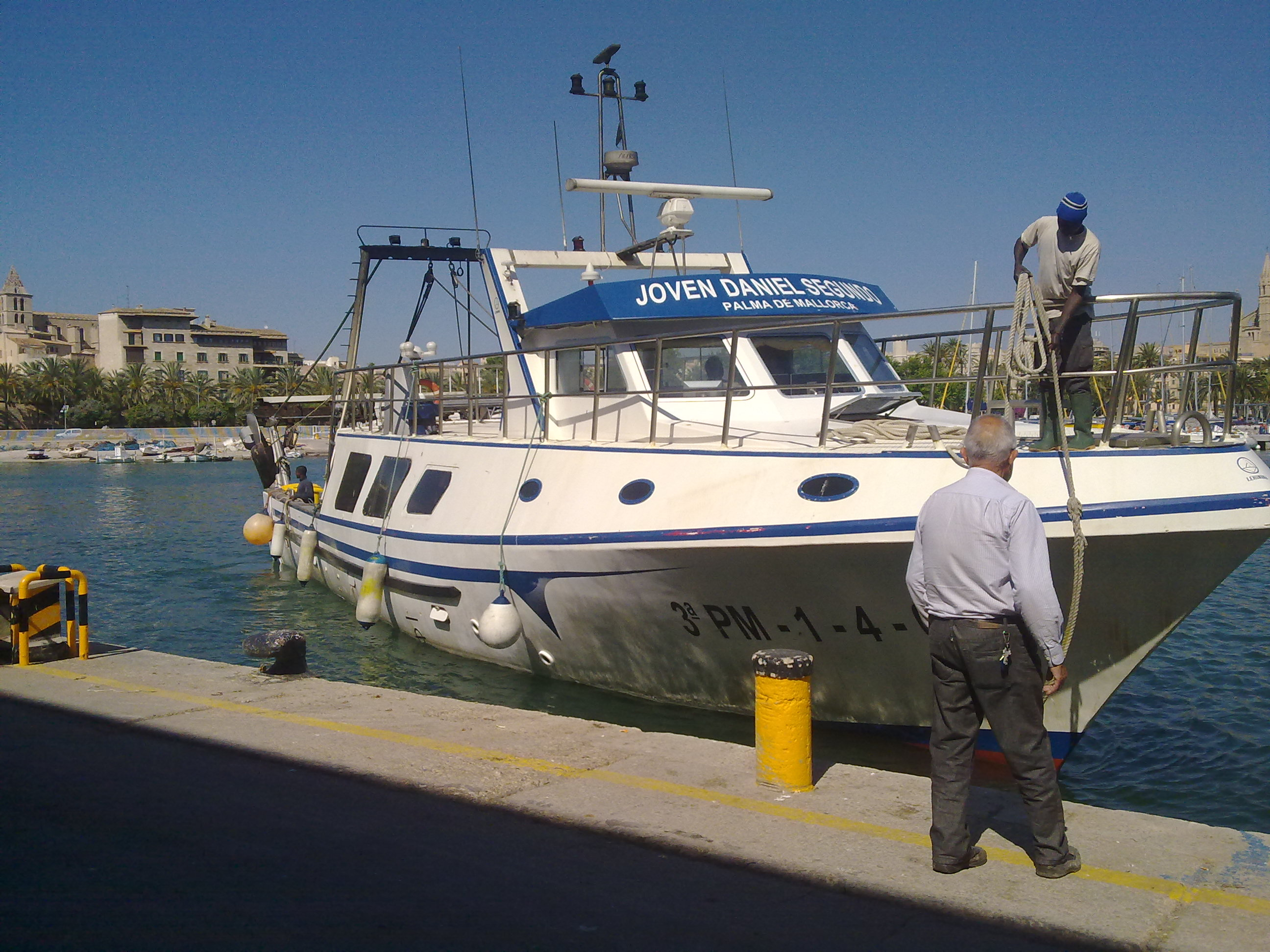
Подход судна к выбранному месту швартовки
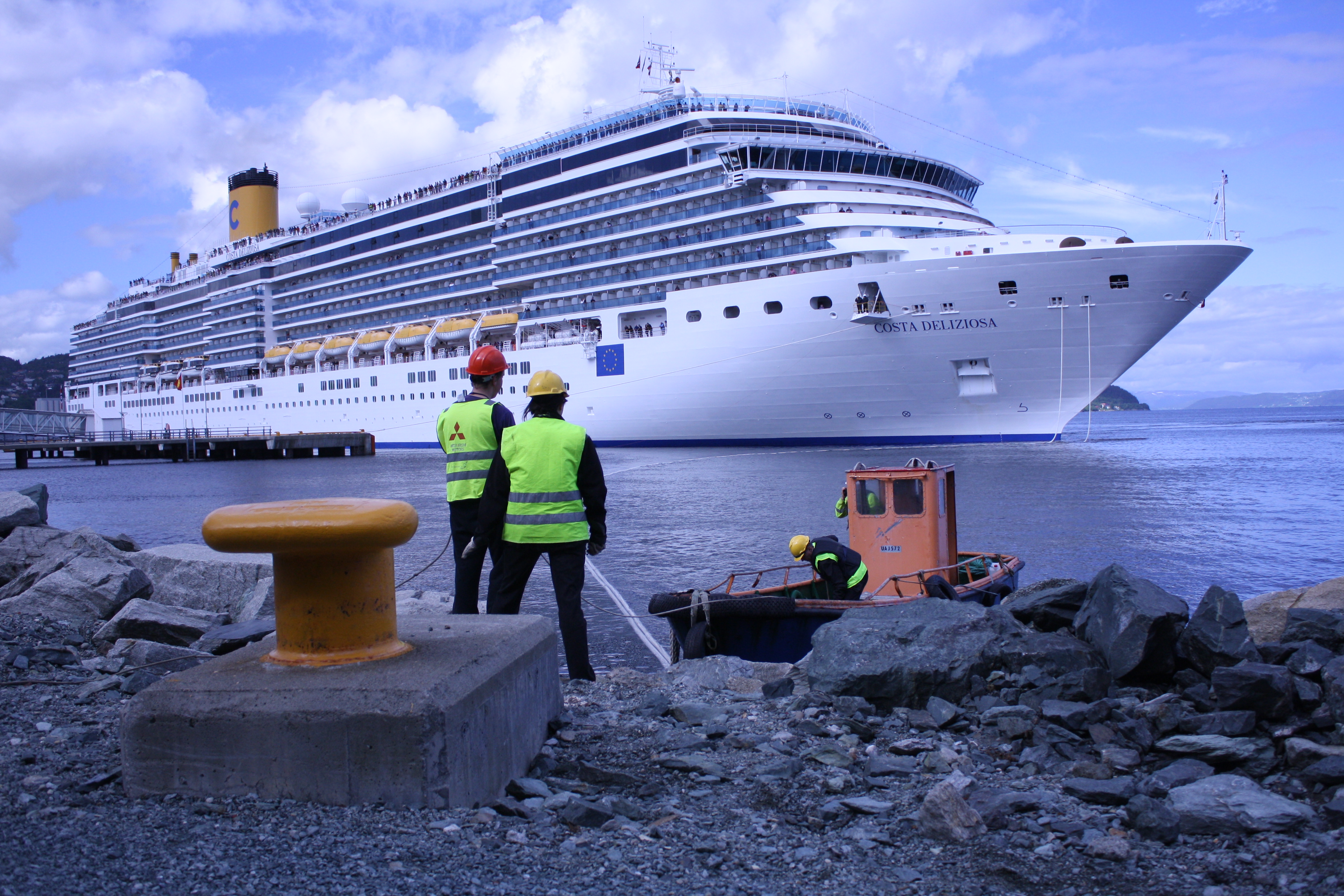
Подготовка к швартовке с помощью буксира
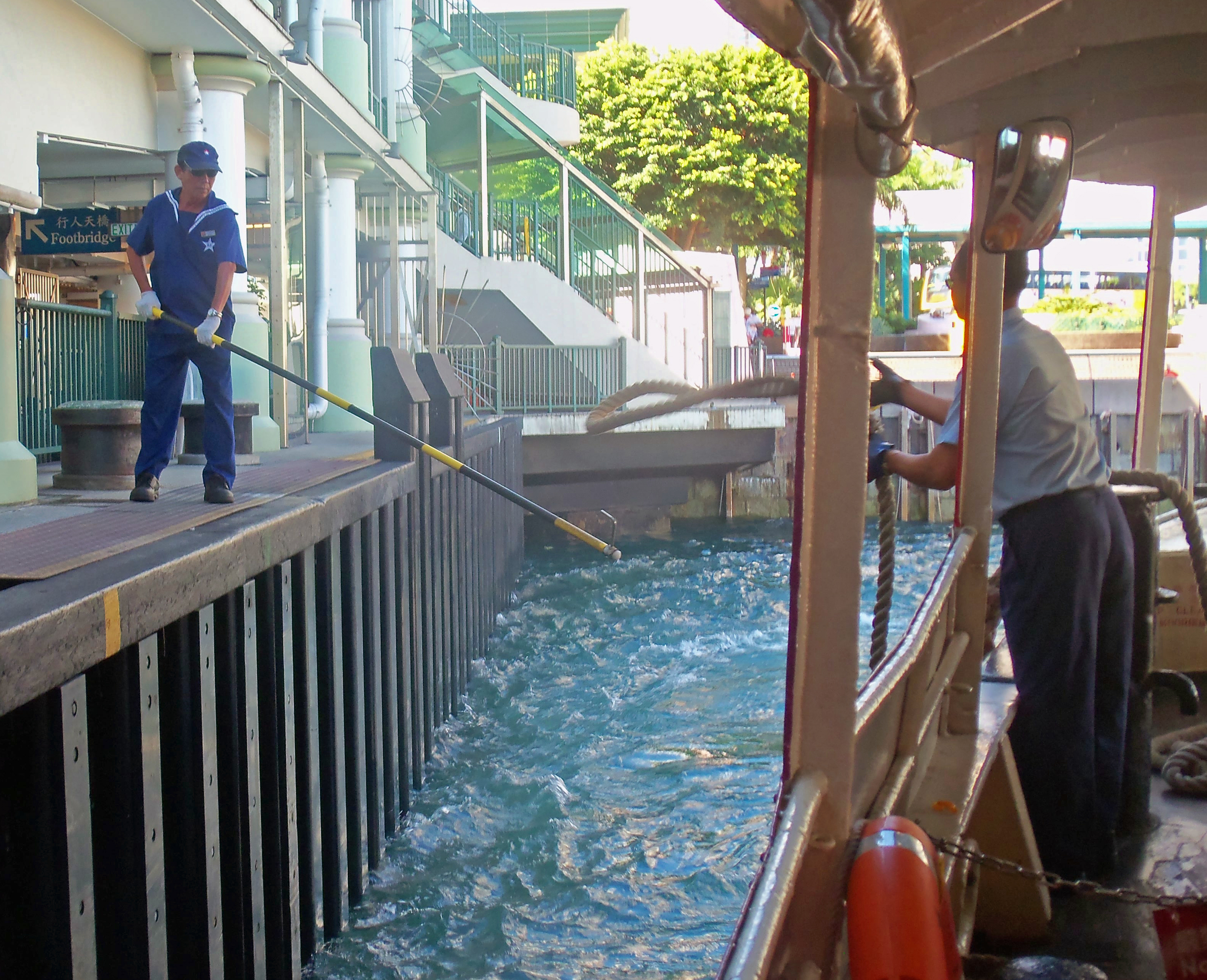
Подача швартовного конца
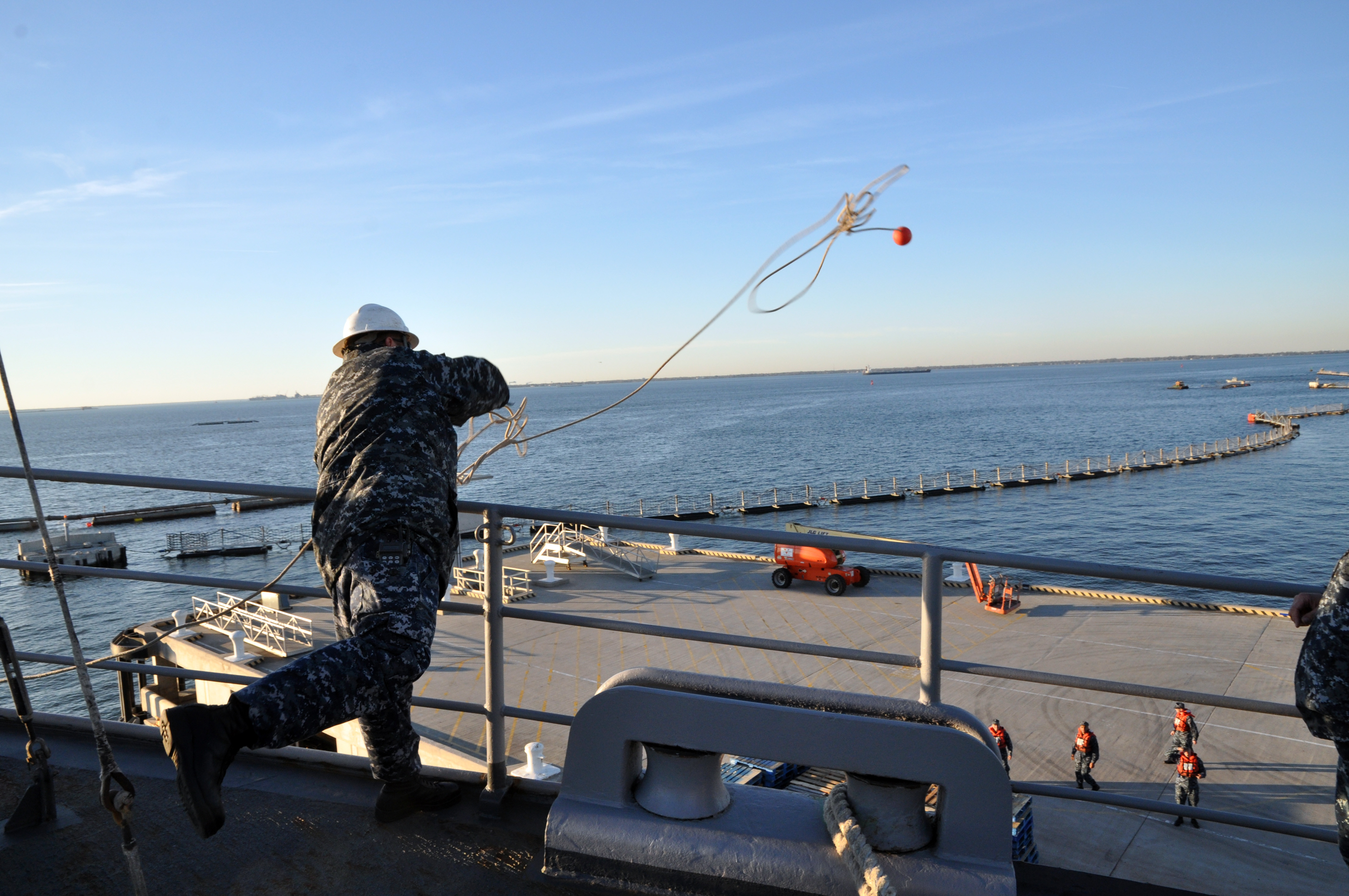
Матрос подаёт выброску на причал для швартовки
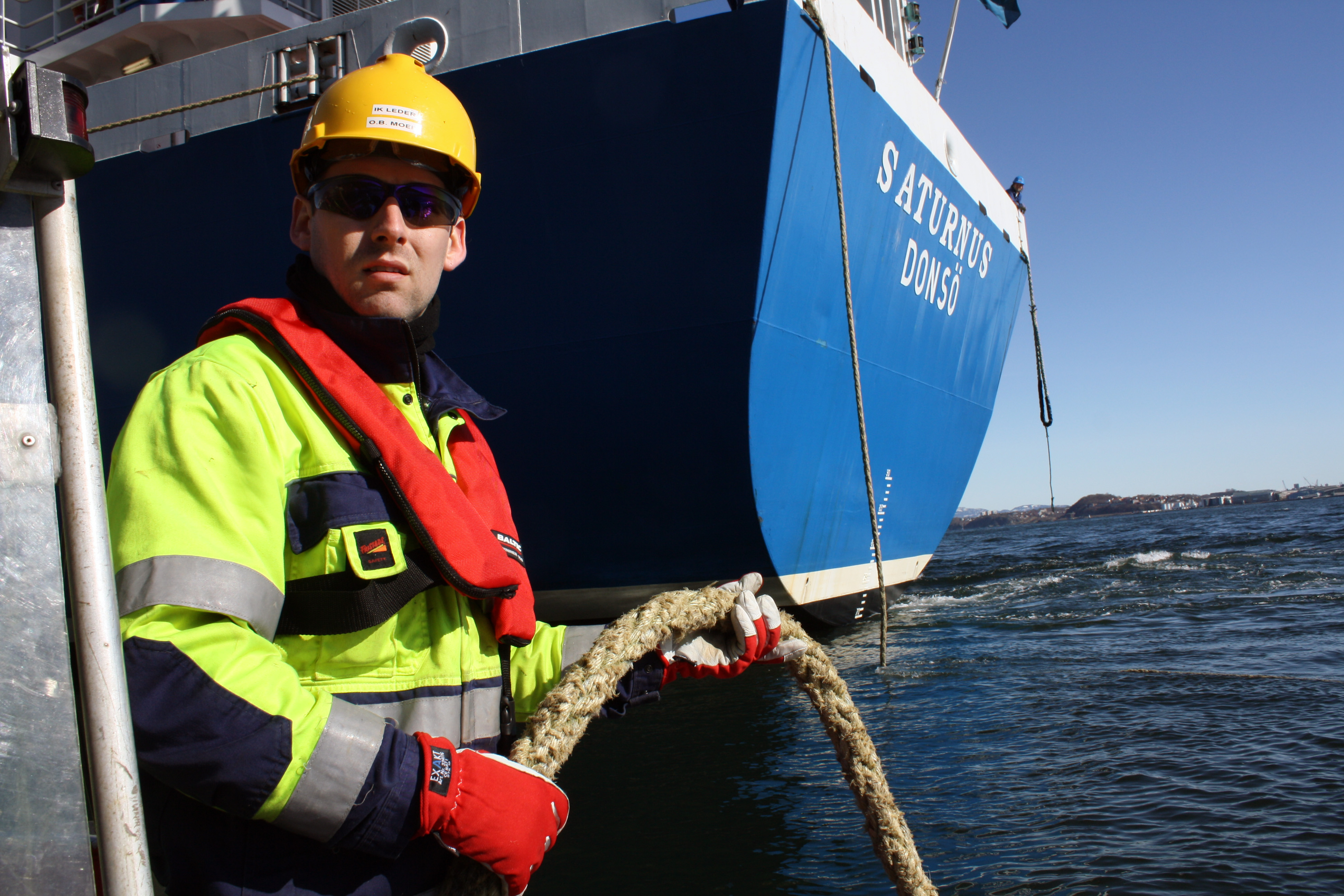
Подбор поданного швартовного конца
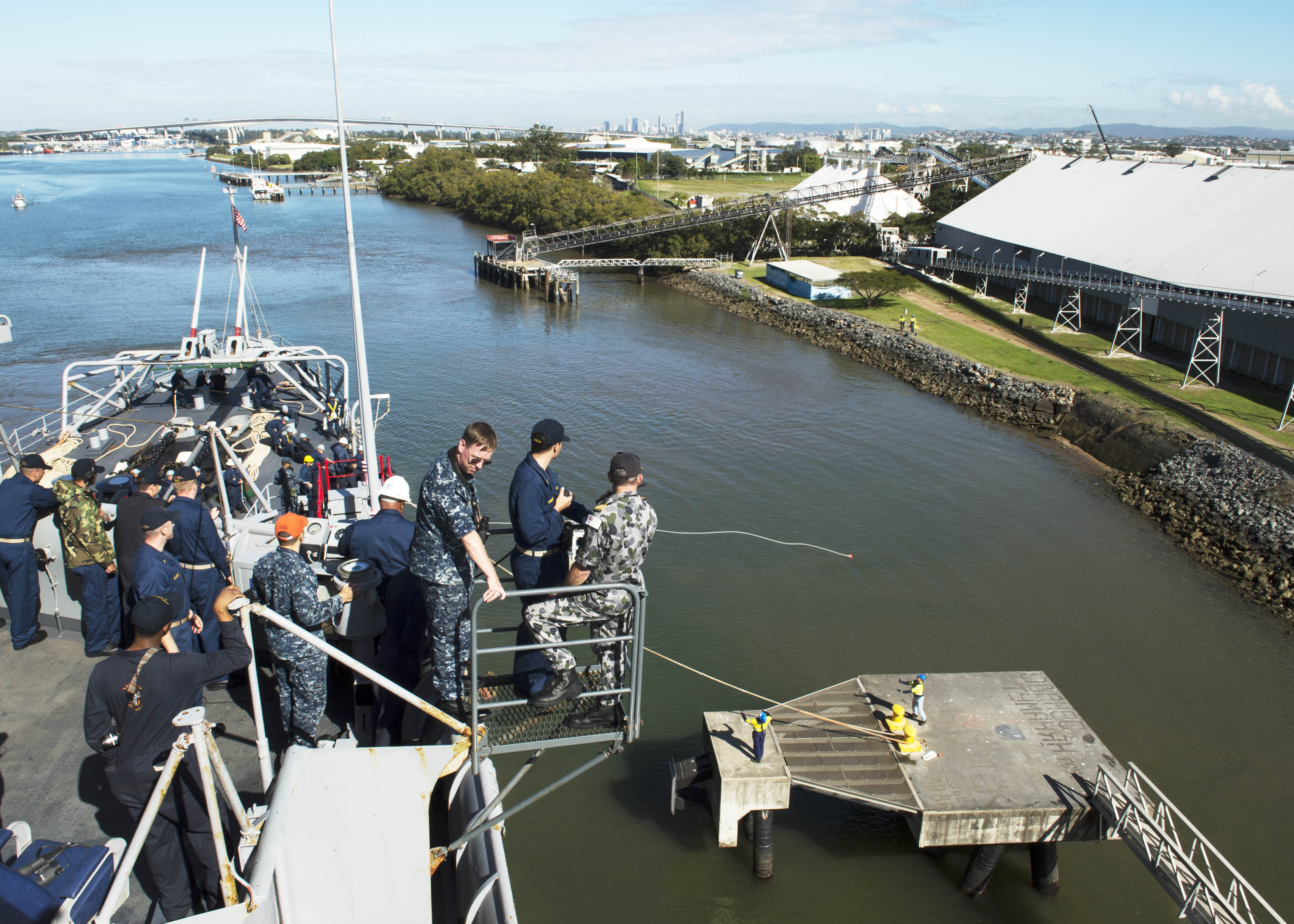
Подтягивание судна к месту швартовки
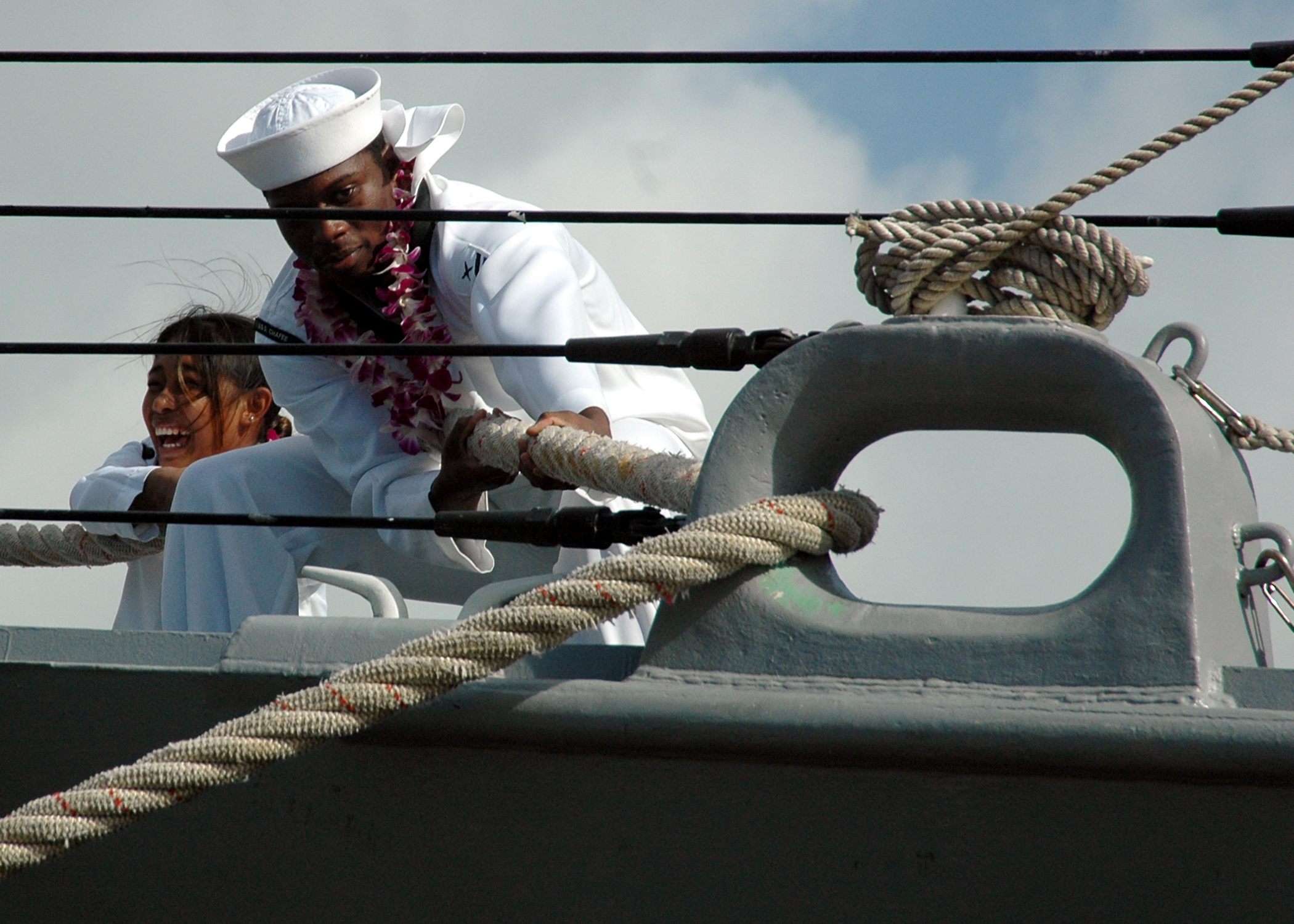
Выборка слабины швартовного конца вручную
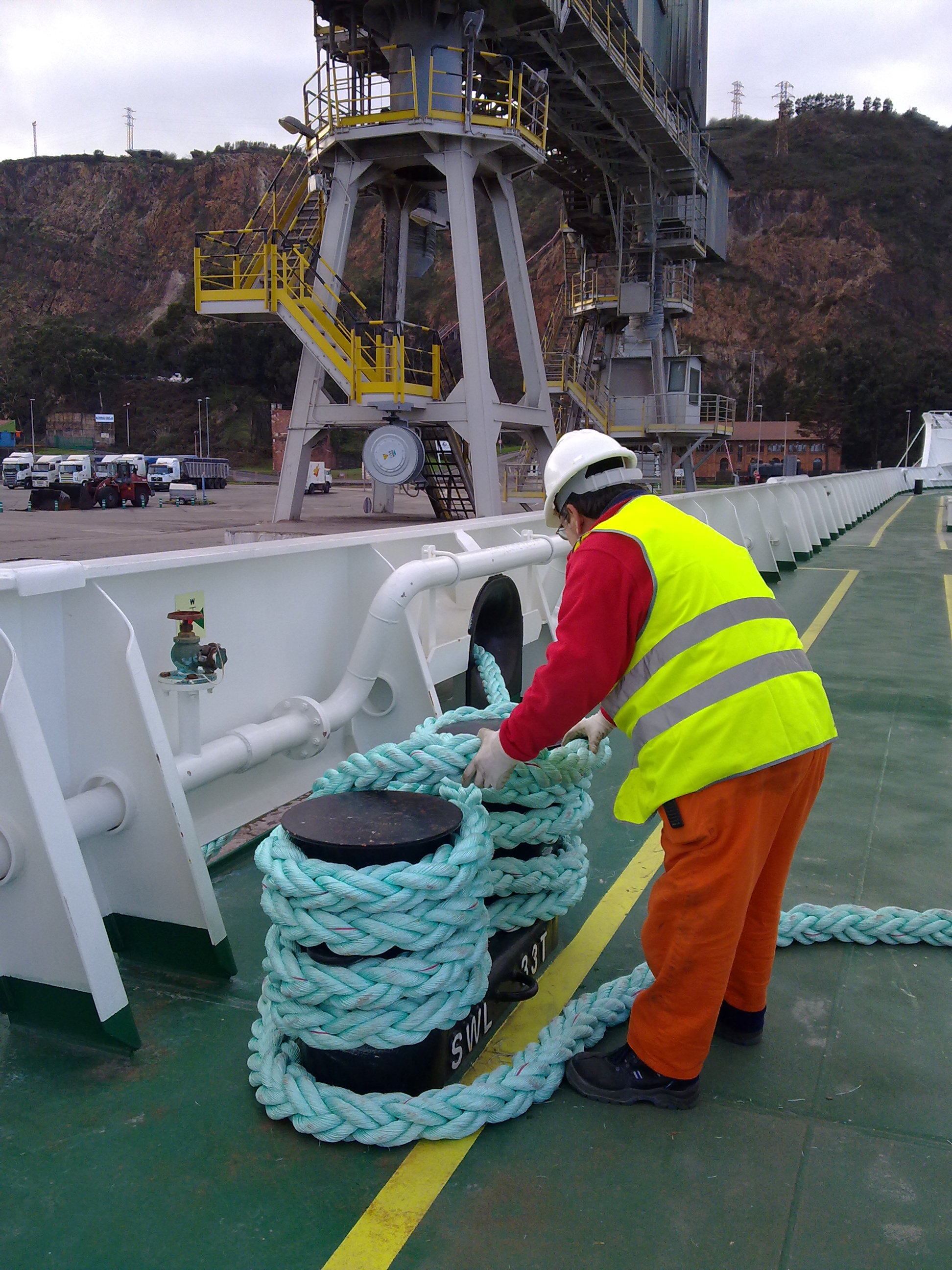
Надёжное закрепление швартовов
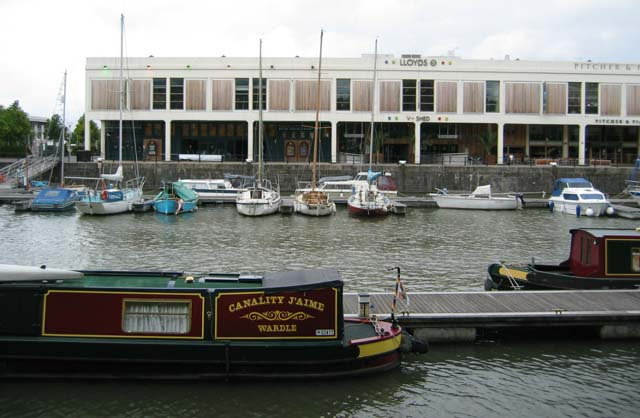
Варианты швартовки к причальной стенке и пирсу
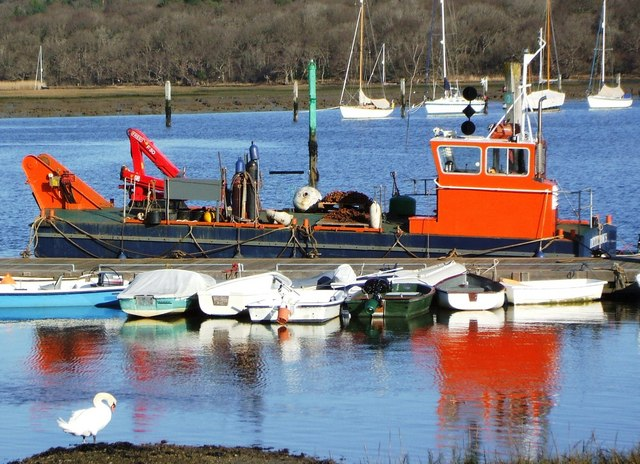
Варианты швартовки к пирсу
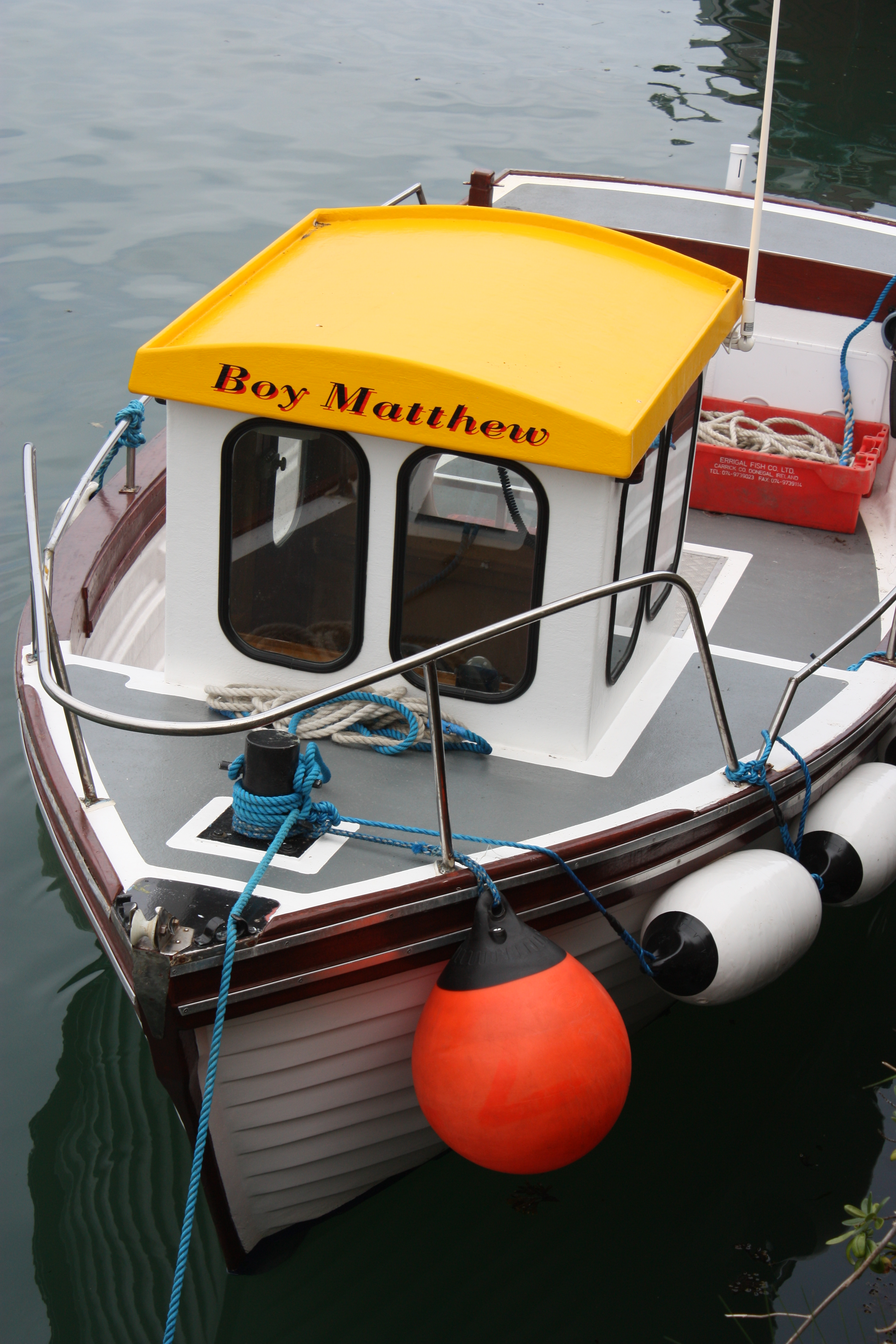
Использование кранцев
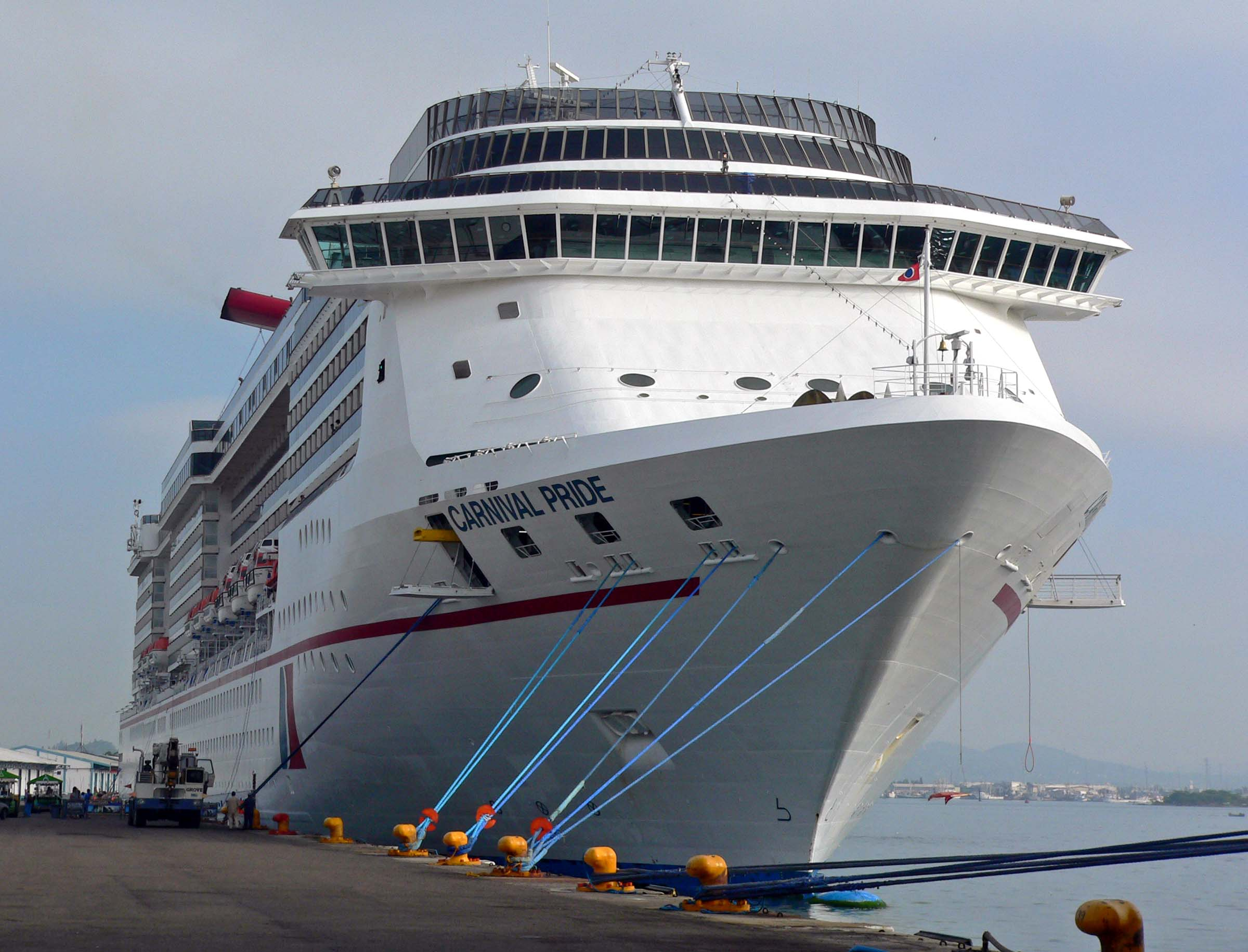
Пришвартованное круизное судно
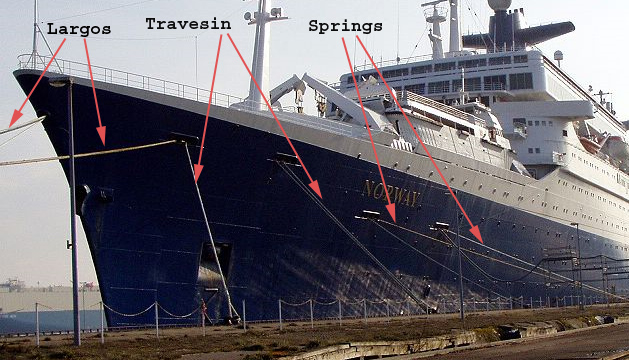
Швартовые носовые концы